# 细口团扇蕨
细口团扇蕨（学名：Gonocormus nitidulus）为膜蕨科团扇蕨属下的一个种。